# صبغي 6 (إنسان)
الصبغي (أو الكروموسوم) رقم 6 هو واحد من الـ23 زوج من الصبغيات لدى البشر. يبلغ طول الصبغي 6 أكثر من 170 مليون زوج قاعدي ويمثل ما بين 5.5 و6% من مجموع الدنا في الخلية. يحتوي الصبغي على المحتوى الجيني لمستضدات الكريات البيضاء البشرية والتي تضم ما يزيد عن 100 جين متعلق بالرد المناعي، كما لهذه الجينات دور مهم في تحديد نجاح وتقبل زراعة الأعضاء. يعتقد أن مجموع الجيناتفي الصبغي 6 يتتراوح ما بين 1100 إلى 1600 جين.

## الأمراض
بعض الأمراض المرتبطة بالصبغي 6
- التهاب الفقار المقسط
- داء بطني
- اكتناز الحديد
- داء البول القيقبي
- سكري النمط الأول
- بورفيريا

## اقرأ أيضا
- صبغي 9 (إنسان)